# Arnelas

Arnelas é um lugar da freguesia de Olival, concelho de Vila Nova de Gaia.
Situada na margem esquerda do Douro em cascata, Arnelas apresenta-se rica em história. Uma das mais antigas povoações de Portugal, anterior mesmo a romanização. Contudo, supõem-se que terão sido destruídas por enchentes do Douro, assim como os seus vestígios.

## História
Fundada em 1540 sobre as ruínas de uma povoação anterior, conheceu grande prosperidade no reinado de D. João II, em que para a reconstrução da capela de S. Mateus o Rei fixou um imposto sobre os produtos que passavam fluvialmente pelo Douro. Só em 1723 tiveram início as obras, sendo terminadas quatro anos depois. Apesar de não possuir pormenores arquitectónicos de relevo, apresenta em belo conjunto de altares.
Existiram igualmente umas caves de Vinho do Porto fundadas no tempo do marquês de Pombal, sendo que o vinho ao passar por Arnelas pagava a respectiva taxa. Nessa altura, Arnelas era um importante porto fluvial, em que recebia por terra o sal proveniente de Aveiro em carros de bois, e recebia os vinhos e produtos agrícolas do Douro transmontano.

## Cais de Arnelas

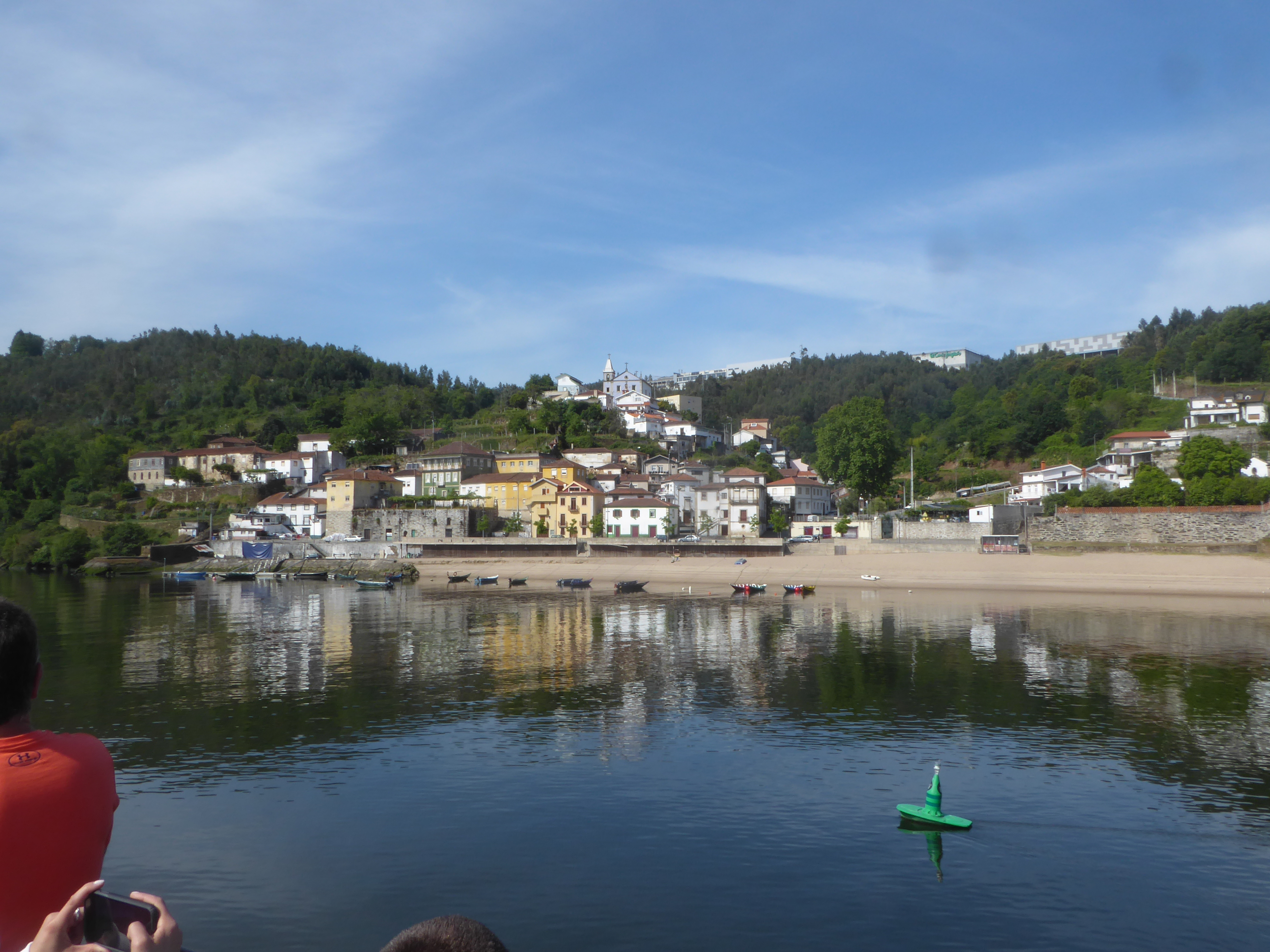
Vista geral da aldeia de Arnelas, vendo-se à esquerda o porto fluvial, e à direita a praia

O Cais de Arnelas está situado na aldeia de Arnelas, na margem oposta da foz do Rio Sousa e da zona de Zebreiros, a cerca de 18 Km da foz do Rio Douro. É composto por várias plataformas flutuantes, com capacidade para oito embarcações de recreio ou de pesca.
A estrutura original do cais, da qual não restaram quaisquer vestígios, chegou a ser um dos mais importantes portos fluviais e passos de barcas no Rio Douro, no século XIX. Era utilizado por barcos de grandes dimensões, que transportavam vários produtos, como madeiras, legumes, cereais, vinhos do Douro e sal marinho, originário de Aveiro. Também ganhou relevância como porto de pesca fluvial, tendo chegado a registar cerca de dois mil sáveis capturados por dia.

## Património
- Capela de São Mateus de Arnelas
- Cais de Arnelas
- Calçadas de Arnelas
- Antigas caves do vinho do Porto (Companhia Real Vinicola)
- Quinta do Ferraz
- Quinta do Casalinho
- Portal barroco da Quinta do Casalinho
- Quinta do Cadeado, do Bento ou do Sebastião
- Quinta do Paço de Arnelas